# Vadi
Vadi − wieś w Estonii, w prowincji Virumaa Wschodnia, w gminie Avinurme. Leży nad rzeką Avijõgi.